# Mark van Eldik
Mark van Eldik (1967) is een Nederlandse rallycoureur die in 2010 in de Rally van Duitsland 2010 een 9e plaats behaalde.

## Carrière
in 2002 begon Van Eldik met racen in de Nederlandse races. In 2005 nam hij voor het eerst deel aan het Wereldkampioenschap rally. Tot 2011 reed Mark van Eldik mee in de Nederlandse rallytop, daarna reed hij in 2013 eenmalig mee met het Nederlandse Hellendoornrally waar hij op de 7e plek eindigde. Vanaf 2016 rijdt Mark van Eldik weer mee in de Nederlandse Rally in een Škoda Fabia R5.